# Troldbunden (roman)
 For alternative betydninger, se Troldbunden (flertydig). (Se også artikler, som begynder med Troldbunden)
Troldbunden er den første bog i serien Sagaen om Isfolket af den norske forfatter Margit Sandemo. Bogserien blev udgivet fra 1982 til 1989. Bogserien er en familie saga, der følger slægten Isfolket gennem århundreder.

## Handlingen
Vinteren 1581: Pesten raser i Trondheim. Silje er seksten år gammel, og er alene, alle hendes slægtninge er døde af pesten. Hun er hjemløs og sulten går hun rundt i gaderne i Trondheim for at finde mad og varme. I mellemtiden har, den unge danske adelskvinde Charlotte Meiden problemer. Hun har netop fået et barn. Barnets far er gift, og Charlotte er utrolig bange for, at nogen vil opdage det. Hun får ud af Trondheim, og efterlader den nyfødte i en skov. I mellemtiden, finder Silje en lille pige på omkring to år. Barnet sidder ved siden af hendes afdøde mor, og forsøger at få hende til at vågne op. Silje overtaler den lille pige til at gå med sig, med løftet om mad, og sammen forlader de Trondheim. Da de når ud til skoven, hører de en baby græde. Silje tror det er en genfærd, et spøgelse af et barn, som er blevet sat ud, og bliver utroligt bange. Den lille pige, hun har taget til sig, trækker Silje hen, hvor lydene kommer fra. Der finder de barnet, som Charlotte har lagt der, og tage den lille med sig. Da de kommer ud af skoven, ved det sted hvor man brænder de som er døde af pesten, ser Silje en smuk ung mand, en fange som skal henrettes. Pludselig kommer der en fremmed mand ud af skyggerne, som spørger Silje om hun vil hjælpe med at redde den unge fange. Silje siger ja, og udgiver hun at hun er fangen kone, og får bødlerne overbevist om, at han er uskyldig.
Den fremmede lover at hjælpe Silje og bringer Silje og børnene til gården hvor den gamle maler Benedict bor. Hun navngiver de to børn, den nyfødte dreng får navnet Dag og den lille pige, Sol. Benedict er ved at dekorere en kirke, og spørger Silje om hun vil hjælpe ham med at male, hun er exceptionelt god. Hun tænker ofte på den unge mand hun reddede, Heming og er en smule lun på ham. Men da hun begynder at lide af drømme, og det er ikke Heming hun drømmer om, men den mystiske fremmede, hun mødte udenfor Trondheim. Efter et par dage i kirken, spørger Benedict om hun vil male en djævel. Silje begynder at male, men da hun er færdig, får de begge et chok: Djævelen hun har malet ser ud som den mystiske fremmede, hun mødte!
Efter et stykke tid finder Silje ud af, at den mand, hun drømmer om hedder Tengel af Isfolket. Lige før jul ankommer Benedikts søster, Abelone, til gården. Hun har fast besluttet på at bosætte sig på gården. Alle på gården er ikke særlig glad for dette, da Abelone vil bestemme alt, og afskyr både Silje, Sol og Dag. Silje vil gerne se Tengel igen og går op til hans hytte med julemad. Efter nogen tid er Silje nødt til flygte fra gården. Så hun flygter sammen med Tengel. til hans hjem, Isfolkets dal ... Da hun kommer til Isfolkets dal som ligger langt oppe i bjergene , hører hun legenden om Isfolket.

## Hovedpersoner
- Silje Arngrimsdatter
- Tengel den gode af Isfolket
- Heming Fogeddræber
- Sol Angelica af Isfolket
- Hanna af Isfolket
- Dag Christian Meiden
- Liv Hanna af Isfolket

### Fødsler/dødsfald
- Født: Liv Hanna af Isfolket
- Død: † Sunniva af Isfolket

## Andre udgaver

### Lydbog Mp3
- Isfolket 01 – Troldbunden
- Indlæst af: Anne Lynggård
- Spilletid: 7 timer og 35 minutter
- ISBN 9788776772215

### Lydbog CD
- Isfolket 01 – Troldbunden
- Indlæst af: Anne Lynggård
- Spilletid: 7 timer og 35 minutter - 6 CD´er
- ISBN 9788776772574